# Ḩājjī Mūsá
Ḩājjī Mūsá (persiska: حاجّی موسَى, حاجی موسی) är en ort i Iran.   Den ligger i provinsen Kurdistan, i den nordvästra delen av landet, 400 km väster om huvudstaden Teheran. Ḩājjī Mūsá ligger 1 922 meter över havet och antalet invånare är 113.
Terrängen runt Ḩājjī Mūsá är kuperad åt nordväst, men åt sydost är den platt.Runt Ḩājjī Mūsá är det ganska glesbefolkat, med 28 invånare per kvadratkilometer. Närmaste större samhälle är Golāneh, 4,0 km nordost om Ḩājjī Mūsá. Trakten runt Ḩājjī Mūsá består i huvudsak av gräsmarker.